# Zonaria petitiana
Zonaria petitiana is een slakkensoort uit de familie van de Cypraeidae. De wetenschappelijke naam van de soort is voor het eerst geldig gepubliceerd in 1872 door Crosse.